# Polydore fils de Cadmos
Pour les articles homonymes, voir Polydore.
Dans la mythologie grecque, Polydore (en grec ancien Πολύδωρος / Polúdôros), fils de Cadmos et d’Harmonie, régna brièvement sur Thèbes.
Selon Nonnos, il naquit longtemps après ses sœurs et fut écarté du trône par son neveu Penthée. Après la mort de Penthée, Cadmos et Harmonie partirent chez les Enchéléiens et Polydore devint roi. Pausanias rapporte cependant une version différente, dans laquelle Polydore succède directement à son père. Penthée n’y est jamais roi, mais en raison de sa naissance et de son amitié avec Polydore, il a beaucoup d’influence à Thèbes.
Une fois sur le trône, il épousa Nyctéis, fille de Nyctée, qui lui donna un fils nommé Labdacos.
Les auteurs grecs ne précisent pas comment il mourut, mais Pausanias nous dit que « se sentant près de la fin, il recommanda le royaume et son fils à Nyctée ». Ce dernier devint en effet régent jusqu’à la majorité de Labdacos, encore très jeune à la mort de son père.